# Кацуки, Киёси
Киёси Кацуки (яп. 香月清司, 1881—1950) — генерал-лейтенант императорской армии Японии.
Канъитиро Тасиро родился в 1881 году в префектуре Сага. В 1902 году он закончил Рикугун сикан гакко, в 1912 — Рикугун дайгакко. В 1923 году он получил звание полковника, в 1924 году стал командиром 60-го пехотного полка, в 1925 — 8-го пехотного полка. В 1929 году Кацуки получил звание генерал-майора и стал командиром 30-й пехотной бригады, в 1933 году стал генерал-лейтенантом, в 1933—1935 был заместителем коменданта Рикугун дайгакко. В 1935—1936 командовал 12-й дивизией, в 1936—1937 — дивизией Императорской гвардии. В начале 1937 года Кацуки стал заместителем генерального инспектора военной подготовки.
12 июля 1937 года во время инцидента на Лугоуцяо Киёси Кацуки был назначен вместо неожиданно госпитализированного Канъитиро Тасиро командующим Гарнизонной армией в Китае. С 26 августа 1937 года он стал командующим 1-й армией, и в этом качестве принимал участие в Бэйпин-Ханькоуской операции. 30 май 1938 года он был отозван в Генеральный штаб. Два месяца спустя он ушёл в отставку.